# Nuits-Saint-Georges
Nuits-Saint-Georges è un comune francese di 5 421 abitanti situato nel dipartimento della Côte-d'Or nella regione della Borgogna-Franca Contea.
Conosciuto soprattutto per i suoi vini, Nuits-Saint-Georges è anche il paese dove Maurice Boitel ha cominciato la sua carriera di pittore.

## Storia

### Simboli
La più antica rappresentazione di questo stemma appare su una medaglia di una compagnia di archibugieri risalente al 1623. A quell'epoca non c'era la trangla al di sotto dello scudo che era caricato di tre bisanti; questi furono in seguito sostituiti dalle cinquefoglie in ricordo della presenza del capitolo collegiale di Saint Denis di Vergy che aveva come emblema tre cinquefoglie d'oro in campo rosso.

## Società

### Evoluzione demografica
Abitanti censiti